# Zgrada, Magistratska 15 (Krapina)
Zgrada Osnovne škole, Magistratska 15 je objekt u gradu Krapina zaštićeno kulturno dobro.

## Opis dobra
Ugrađena jednokatnica pravokutnog tlocrta, sagrađena početkom 19. st., orijentirana je istočnim pročeljem na Magistratsku ulicu. Ulično je pročelje raščlanjeno u jedanaest prozorskih osi s prozorima u ravnini zidnog plašta. Srednji je dio zgrade istaknut plitkim rizalitom. Kordonski vijenac u obliku glatke trake u žbuci dijeli zonu prizemlja od zone prvog kata. Dvije kolne veže vode u dvorište. Zgrada je građena opekom. Stropna konstrukcija je drveni grednik s ravnim podgledom. Podrum i prizemlje su svođeni češkim svodovima. Južna veža je svođena bačvastim svodom. Krovište je dvostrešno, pokriveno glinenim crijepom.

## Zaštita
Pod oznakom Z-5378 zavedena je kao nepokretno kulturno dobro – pojedinačno, pravna statusa zaštićena kulturnog dobra, klasificirano kao "profana graditeljska baština".